# Carl Pierrecq
Vous pouvez aider à l'améliorer ou bien discuter des problèmes sur sa page de discussion.
- Cet article biographique nécessite des références supplémentaires pour assurer sa vérifiabilité. (Marqué depuis décembre 2024)
- Son texte doit être wikifié : il ne correspond pas à la mise en forme Wikipédia (style, typographie, liens internes, liens entre les wikis, etc.). (Marqué depuis décembre 2024)
- L’orthographe et/ou la grammaire sont à vérifier. (Marqué depuis décembre 2024)
- Il contient des liens externes. Selon les recommandations sur l'usage des liens externes, il ne devrait pas y en avoir dans le corps de l'article. Il est souhaitable, si cela présente un intérêt, de citer ces liens comme sources et de les enlever du corps de l'article, ou bien de les placer en bas de page dans une section dédiée. (Marqué depuis décembre 2024)

- Archive Wikiwix
- Bing
- Cairn
- DuckDuckGo
- E. Universalis
- Gallica
- Google
- G. Books
- G. News
- G. Scholar
- Persée
- Qwant
- (zh) Baidu
- (ru) Yandex
- (wd) trouver des œuvres sur Wikidata

Carl Pierrecq, né Carl-Henry Pierre le 25 avril 1994 à Petit-Goâve, est un journaliste, essayiste, critique littéraire, critique d'art et écrivain haïtien.

## Biographie

### Etudes et formation
Carl Pierrecq a fait des études en Lettres Modernes à l'Ecole Normale Superieure (ENS), en Histoire de l’Art et Archéologie (IERAH/ISERSS) et en Sciences Juridiques (EDSEG) de l'Université d'État d'Haïti  (UEH),.

## Prises de position

### Sur Frankétienne
"Frankétienne, corps sans repères", est un essai qui se voulait un hommage au 50ème anniversaire de publication de Frankétienne puisque les deux premiers livres de poésie de l'auteur  (Au fil du temps, La marche) sont parus en 1964 et 2014 ramenait un demi-siècle de  production litteraire et artistique du père du Spiralisme.
À travers ce texte, Pierrecq a fait une analyse, entre autres, entre la Spirale de Frankétienne et le Rhizome de Gilles Deleuze et  Guattari.

Pour lui, la meilleure facon de comprendre la spirale c'est de l'associer à la pensee racine. Il postule l'idee que la spirale est rhizomatique,.

### Sur  l'Art contemporain
Malgré son amour pour l'art contemporain, notamment comme critique d'art, Carl Pierrecq porte un regard critique sur l'art contemporain de ce qu'il fait des restes humains et animaux. C'est ce rapport assez distant de cet aspect de l'art contemporain qu'il a développé dans son Essai "Haiti: esthétique de la mort". Il estime qu'exposer des restes humains dans des musées et des galeries d'art contrevient à l'esprit de la Bio-Éthique (éthique du vivant) et tue, du même coup, l'impératif  du respect des vivants envers leur mort

« Que l’individu devienne un commerce après sa mort pourrait être un danger imminent, qu’un humain puisse posséder une collection de tête de morts serait abominable, et qu’à la liste des matériels d’arts vendus (peintures, pinceaux, etc.) les entrepreneurs ajouteraient tibia, colonne vertébrale, tête, etc.»

### Sur l’identité
Ses nouvelles La collectionneuse, Baie-de-Haine ou L’autre-soi  explorent toutes un aspect de la question de l'identité. Que ce soit dans son oeuvre littéraire ou dans sa vie personnelle est visible sa préoccupation sur cette question identitaire comprise dans la problématique du je et du nous.

#### Wébert Pierre-Louis
Sous le nom d'emprunt Webert Pierre-Louis, Carl Pierrecq (qui est aussi un pseudonyme) a publié une centaine d’articles dans le quotidien Le Nouvelliste, avant de récupérer par la suite son nom de naissance, Carl-Henry Pierre. Il lui arrive de publier sous ces trois noms dans une même période.

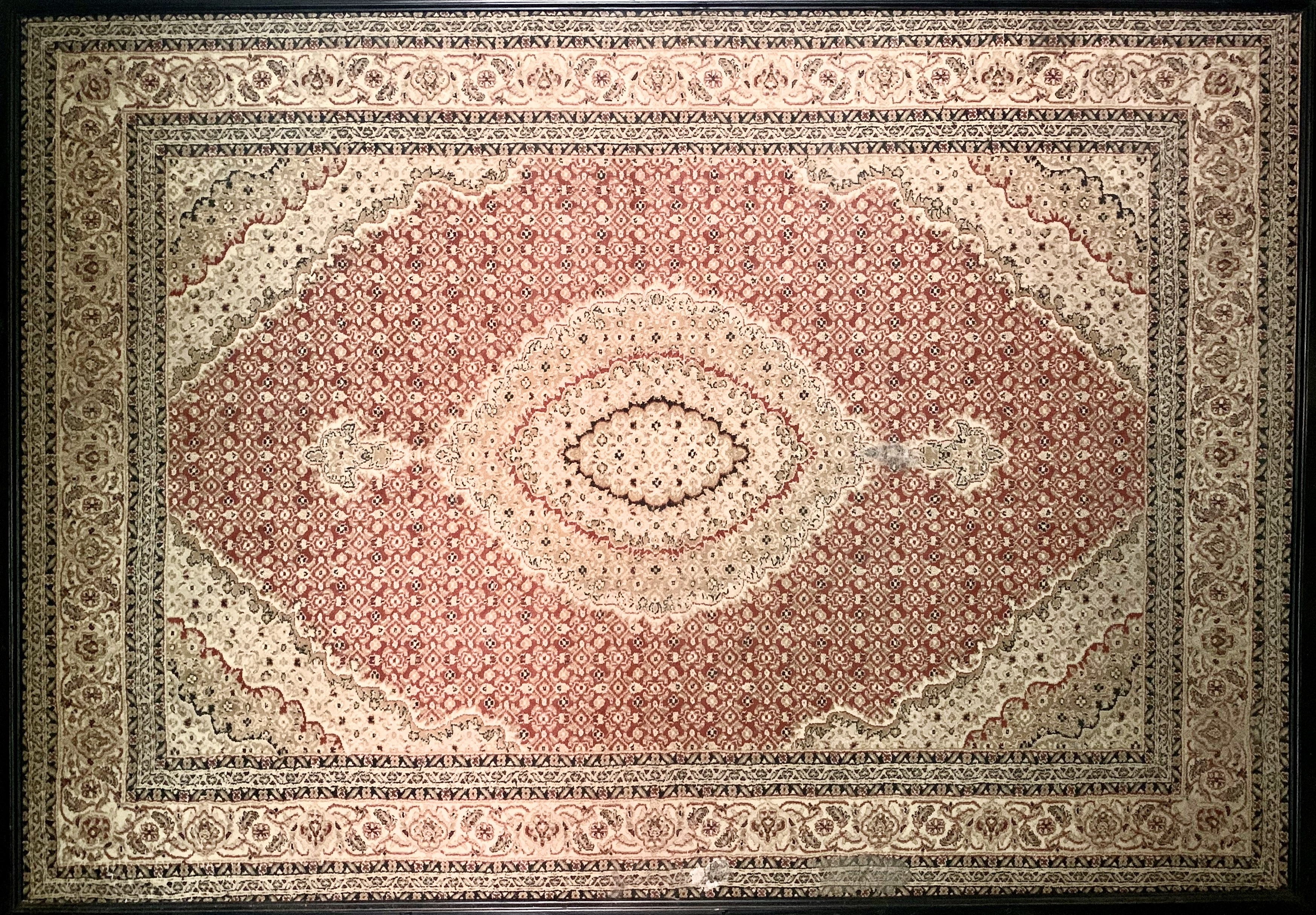
Carl Pierrecq Grande vie

## Œuvres

### Art
- Exposition collective

### Essai
- 2022 : Vomir (paru dans la revue Do-kre-i-s # Marge)[9]
- 2023 : Pleurer (paru dans la revue Do-kre-i-s # Fragments)[10]

#### Autres contributions critiques
- 2019: Manhattan blues de Jean-Claude Charles (Revue Legs et littérature # Poétique de la sexualité)

### Poésie
- 2018: La mort ne t'a pas reconnu (Coll. On n'assassine pas un poète, Jebca Editions)[11]
- 2024: Quelquefois et puis toujours, Editions Ruptures[12],[13]

### Nouvelles
- 2023: Baie-de-Haine (Coll. Indécences, Legs editions, 2023) sous la direction de Dieulermesson Petit-Frère[14],[15]

### Théâtre
- 2023. La ruine. Lecture-spectacle par Wood-Kendy Louis au Festival de théâtre En lisant, pièce inédite[16].

### Entretiens
- 2024. Coll. Secrets d'écrivain et mystère de la lecture, C3 Editions, sous la direction de Marc Sony Ricot[17]

### Lettres
- 2022: soeuf elbadawi: souvenir d'un archipel

- 2022: Maurice Volel: une memoire de Jacmel au cours des ans
- 2022: Des comoriennes écrivent aussi: comme Touhfat Mouhtare ou Coralie Frei
- 2022: Haïti comme un tableau de Richter

- 2023: Mireille Pérodin-Jérôme ou l'elegance de la transmission

#### Articles le concernant
- Pour une archéologie des revues littéraires et « scientifiques » haïtiennes
- L’art contemporain, un danger de mort imminent ?

## Distinctions
- Finaliste du Concours de nouvelles de l'IRAM, 2018[18]

- Finaliste des IXe jeux de la francophonie (Catégorie Littérature- Nouvelle), 2023 [19]

## Parcours de journaliste

### Presse
En 2014, Carl Pierrecq publie son premier article dans la presse haïtienne à Le Nouvelliste. À partir de cette date, il a collaboré tour à tour aux journaux Le Nouvelliste et Le National, qui sont des journaux du secteur privé, mais aussi à L'Union, l’un des médias de service public de l’Etat haitien .
Carl Pierrecq a ecrit des articles sur l'art plastique haitien,, et sur la litterature,

### Radio
Il fait des chroniques concernant des émissions de radiodiffusion .